# Sadok a druhové
Blahoslavení Sadok a druhové byla skupina dominikánských mučedníků zabitá Mongoly v roce 1250. Katolická církev je uctívá jako blahoslavené mučedníky.

## Život
Sadok pocházel zřejmě z Uher a v mládí vstoupil do dominikánského řádu. V roce 1221 jej sv. Dominik poslal se třemi dalšími řeholníky na misie. Sadok se s komunitou usadil v Sandoměři, kde si dominikáni záhy vybudovali klášter. Během tatarského vpádu v roce 1250 (tradice uvádí, že 2. února toho roku) byl klášter přepaden. Celkem 49 dominikánů, včetně Sadoka, bylo nájezdníky povražděno v klášterním kostele přímo při chórové modlitbě.

## Beatifikace
Sadoka a jeho spolubratry v roce 1295 beatifikoval papež Bonifác VIII.

## Seznam mučedníků

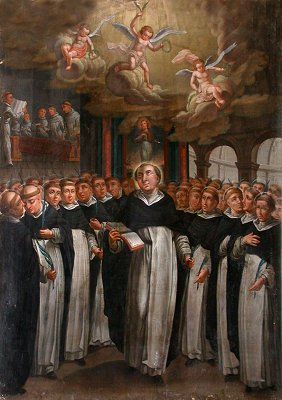
Obraz

1. bl. Sadok – převor
2. bl. Malachy – kněz
3. bl. Pavel – vikář
4. bl. Ondřej – kněz
5. bl. Petr – kněz
6. bl. Jakub – kněz
7. bl. Abel – kněz
8. bl. Šimon – kněz
9. bl. Clemens – kněz
10. bl. Barnaba – kněz
11. bl. Eliáš – kněz
12. bl. Bartoloměj – kněz
13. bl. Lukáš – kněz
14. bl. Matouš – kněz
15. bl. Jan – kněz
16. bl. Barnaba – kněz
17. bl. Filip – kněz
18. bl. Onuphrius – seminarista
19. bl. Dominik – seminarista
20. bl. Michael – seminarista
21. bl. Matouš – seminarista
22. bl. Maur – seminarista
23. bl. Timothy – seminarista
24. bl. Gordian – profesor
25. bl. Felicián – profesor
26. bl. Marek – profesor
27. bl. Jan – profesor
28. bl. Ghervaz – profesor
29. bl. Kryštof – profesor
30. bl. Donatus – profesor
31. bl. Medart – profesor
32. Obrazbl. Valentinus – profesor
33. bl. Joachim – jáhen
34. bl. Josef – jáhen
35. bl. Štěpán – podjáhen
36. bl. Tadeáš – podjáhen
37. bl. Mojžíš – podjáhen
38. bl. Abraham – podjáhen
39. bl. Basil – podjáhen
40. bl. David – seminarista
41. bl. Aaron – seminarista
42. bl. Benedikt – seminarista
43. bl. Daniel – novic
44. bl. Tobiáš – novic
45. bl. Makarios – novic
46. bl. Rafael – novic
47. bl. Izajáš – novic
48. bl. Cyril – novic
49. bl. Jeremiáš